# エルサルバドルの歴史
エルサルバドルの歴史（エルサルバドルのれきし）は、メソアメリカ文明の国、特にピピル人、レンカ族、マヤ人の国から始まった。16世紀初期、エルサルバドルにあたる領域はスペイン帝国に征服され、メキシコシティを首都とするヌエバ・エスパーニャ副王領に組み込まれた。エルサルバドルは1821年にメキシコ第一帝政の一部として独立したが、僅か2年後に中央アメリカ連邦共和国として分離した。共和国が1841年に解体すると、エルサルバドルは独立国になり、1895年から1898年の短期間にホンジュラスとニカラグアと連合して中央アメリカ大共和国を建国した期間を除いて、独立国になった。
19世紀末から20世紀中期、エルサルバドルではクーデターや反乱が頻発し、政治的にも経済的にも慢性的に不安定な状況に陥った。社会経済の不公平と社会不安が持続したことで1979年から1992年まで、軍政府と左翼ゲリラ連合の間でエルサルバドル内戦が勃発した。チャプルテペク平和協定で内戦が終結するとエルサルバドルは多党制共和国になり、この政体は現在まで続いている。
エルサルバドルの経済は歴史的に農業が支配的であり、最初は植民地時代のインディゴ、その後はコーヒーが主な作物で20世紀初期には輸出高の9割を占めた。

## スペインによる植民地化以前

スペイン支配以前の中央アメリカ

スペインによるアメリカ大陸の植民地化以前、現代のエルサルバドルにあたる地域は3つの原住民国家と幾つかの公国に分けられた。エルサルバドル中部には遊牧民族ナワ族の一族であるピピル人が長期間定住した。後にスペインが植民地化を目指したとき、ピピル人は強く抵抗した。
東部ではレンカ族が、レンパ川北部ではマヤ人に属するチョルティ族が居住、統治していた。この2部族の文化は近隣のアステカとマヤ文明に似ていた。
幾つかの考古学遺跡では600年頃の住民の日常生活と住居に関する証拠が深さ6メートルの火山灰層の下に保存されている。

## スペインによる征服
スペインによるクスカトラン王国征服の最初の試みはペドロ・デ・アルバラードにより1524年に行われたが、アカフトラの戦いでアトラカトル王とアトナル王子（Atonal）率いるピピル人戦士により撤退に追い込まれた。アルバラードは翌1525年に再び征服を試み、今度は植民地化に成功して、エルサルバドルを王立メキシコ・アウディエンシアの支配下に置いた。

## スペイン植民地時代
ペドロ・デ・アルバラードはこの地域をイエス・キリストにちなんでエルサルバドル（El Salvador、「救世主」）と名付けた。アルバラードは初代総督に任命され、1541年に死去するまで在任した。また1538年から1543年まで王立パナマ・アウディエンシアの管轄下に置かれた（同時期の中米は概ね王立グアテマラ・アウディエンシアの管轄下であった）。

## 独立

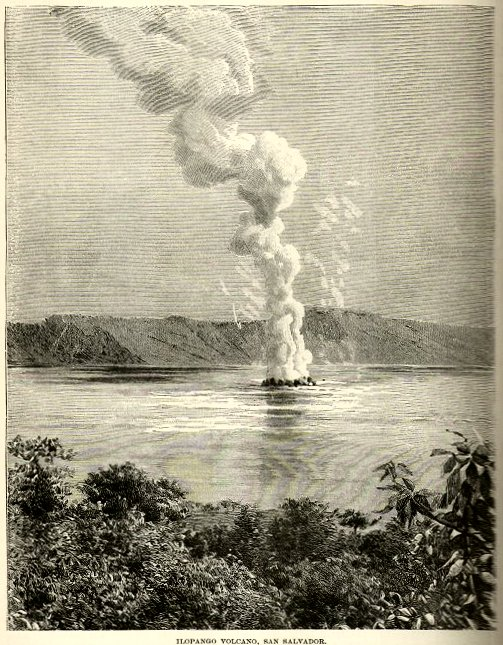
イロパンゴ火山の噴火、1891年。

19世紀初期、ナポレオン・ボナパルトがスペインを占領したことでスペイン領アメリカ全体で反乱が勃発した。ヌエバ・エスパーニャでは反乱が1810年から1821年まで起こり、反乱が起こった地域は副王領の中央部、現メキシコ中部にあたる地域に集中した。そして、副王が1821年に首都（現メキシコシティ）に敗れると、独立の報せがグアテマラ総督領など全国に伝わり、エルサルバドルは他の中米総督領とともにスペインからの独立を宣言した。
独立の布告は1821年の中央アメリカ独立法で行われた。独立宣言の後、ヌエバ・エスパーニャ議会は連邦を設立して、中米諸国が独立した法律と立法機関で統治しつつスペイン王フェルナンド7世をヌエバ・エスパーニャ皇帝に擁立すると計画した。フェルナンド7世が即位を拒絶した場合はボルボン家から代わりの皇帝を擁立する定められたが、フェルナンド7世は独立を承認せず、スペインはいかなるヨーロッパ王族でもヌエバ・エスパーニャの君主位をとることを承認しないと述べた。
議会の求めに応じた政権首脳のアグスティン・デ・イトゥルビデはヌエバ・エスパーニャ皇帝として擁立され、イトゥルビデはヌエバ・エスパーニャをメキシコに改名した。1821年から1823年まで続いたこの帝政期の正式名称はメキシコ帝国である。メキシコ帝国の領域は元グアテマラ総督領を含む総督領とヌエバ・エスパーニャ諸州であった。
エルサルバドルはメキシコへの併合を恐れてアメリカ合衆国への加盟を求めたが、1823年に革命が起こってイトゥルビデが皇帝を追われると、メキシコ議会は中米の各総督領の自己決定を議決した。同年、マヌエル・ホセ・アルセ将軍の許で中央アメリカ諸州連合が中米5総督領で成立した。総督領は州へと改名された。
1832年、アナスタシオ・アキノが原住民を率いて、ラ・パス県サンティアゴ・ノヌアルコでクリオーリョとメスティーソに対し反乱した。原住民の不満は恒常的な虐待と耕作地の不足によるものであり、これ以降のエルサルバドルでも土地の問題が多くの政争の原因となった。
中米連邦は1838年に解体、エルサルバドルは独立共和国になった。

### インディゴとコーヒー
エルサルバドルの地主エリート層は商品作物のインディゴに頼っていた。これにより、地主は一部の土地に集まり、残りの土地、特に直近に火山噴火があった地域の近くから離れた。これらの土地は原住民や自給自足農業に残された。しかし、19世紀中期にはインディゴが合成染料に取って代わられたため、エリートたちは代わりに需要が増えたコーヒーを生産した。
これにより、土地が突如大きな価値を有するようになり、エリートによって支配された立法議会と大統領は浮浪法を成立させて人々を自分の土地から追い出し、多くのエルサルバドル人が土地を持たなくなった。これらの土地は「フィンカス」（fincas）と呼ばれるコーヒーのプランテーションに組み込まれた。
ヘクトル・リンド＝フエンテス（Héctor Lindo-Fuentes）によると、「国づくりとコーヒー業の拡大が同時に進行したことで、20世紀にエルサルバドルを統治する寡頭支配層を生み出した」という。

### 寡頭支配
エルサルバドルの歴史を支配した寡頭支配層は封建領主だった。エルサルバドル旧憲法は封建領主に有利になるよう1855年、1864年、1871年、1872年、1880年、1883年、1886年と繰り返して改正されたが、一部の要素は常に残っていた。
裕福な地主は常に立法議会と経済で大多数を占めた。例えば、1824年の憲法では議会を70議席の一院制と定めたが、うち42議席は地主に留保されたものだった。地主エリート層から選出された大統領も強大な権力を有した。エルサルバドルの14県知事は大統領によって任命された。憲法が頻繁に改正されるのは大統領が権力を保持するためであった。例えば、1859年から1863年までの大統領ヘラルド・バリオスは任期を延長するために新しい憲法を起草した。
エルサルバドルの寡頭支配層はコーヒーによって生み出されており、これ以降の経済発展もコーヒーを中心とするものである。
ラス・カトルセ家族（las catorce families、「14家族」）は19と20世紀にエルサルバドルの土地と財産の大半を支配した寡頭層を指す用語であり、その苗字はデ・ソラ（de Sola）、リャック（Llach）、ヒル（Hill）、ドゥエナス（Duenas）、ダルトン（Dalton）、レガラド（Regalado）、キノネス（Quinonez）、サラベリア（Salaverria）などである。一方で1970年以降は農業が衰微し、代わりに金融業が躍進した。
エルサルバドルの財産は再分配されたが、少人数の手にあるのは変わらず、14家族から8財閥（Grupo Cuscatlán, Banagrícola, Banco Salvadoreño, Banco de Comercio, Grupo Agrisal, Grupo Poma, Grupo de Sola, Grupo Hill）に代わっただけであり、しかもこれらの財閥は14家族の末裔が所有するものがほとんどであった。

## 軍事独裁時期
1931年にマクシミリアーノ・エルナンデス・マルティネス将軍がクーデターを行ってから1944年に彼が失脚するまで、農村部での抵抗は暴力鎮圧に遭った。アグスティン・ファラブンド・マルティ、イサルコ族のフェリシアーノ・アマ族長、イサルコの枝族であるフアユアの族長フランシスコ・"チコ"・サンチェス率いる1932年エルサルバドル農民反乱がその最たるものであった。抗議が続いた後、政府による「ラ・マタンサ」（La Matanza、「殺戮」）と呼ばれる報復では原住民と政敵約4万人が殺害されるか、投獄されるか追放された。マルティネス就任から1980年までのエルサルバドル大統領は1962年に大統領を代行したエウセビオ・ロドルフォ・コルドン・セアを除いて全員が軍人であり、その間に行われた10回の大統領選挙もほとんど不自由で不公平であった。
1930年代から1970年代まで、エルサルバドルの専制政府は政治弾圧を行い、改革を制限して権力を保持した。国家連合党は1960年代初期から1979年まで政権を維持した。そして、軍事独裁時期はカルロス・フンベルト・ロメロ大統領が1979年に失脚したことで終結した。
1970年代のエルサルバドルは政情不安が問題になっており、1972年エルサルバドル大統領選挙では軍政の反対者が統一候補のキリスト教民主党党首ホセ・ナポレオン・ドゥアルテを推したが、大規模な不正により1.3%の僅差で敗北した。その後の抗議とクーデター計画は鎮圧され、ドゥアルテは追放された。これらの事件により民主的な手法による改革の望みは潰え、変革をもたらすには武装暴動しかないと人々に分からせた。

## 内戦期
1979年、エルサルバドル革命政府フンタが権力を奪取した。極右も極左も政府に反対し、政治暴力はやがて内戦に発展した。訓練の整っていないエルサルバドル軍も鎮圧にあたり、1981年12月のエル・モソテ虐殺などの大量殺戮も行った。米国は政府を支持したが、キューバなど共産主義諸国はファラブンド・マルティ民族解放戦線として組織した反乱軍を支持した。1992年のチャプルテペク平和協定により内戦が終結、民族解放戦線はエルサルバドルの主要政党の1つになった。
平和協定に基づき、エルサルバドルの憲法は改正され、非常時を除いて軍部が治安維持にあたることを禁じた。その後、エルサルバドル軍は動員を解除した。国民衛兵などは廃止され、軍事諜報部は文民統制に置かれた。結果的には平和協定で定めたスケジュールから9か月早めた1993年までに軍部の人数が戦時の6万3千人から協定が規定した3万2千人に削減された。
1999年には陸軍、海軍、空軍の合計でエルサルバドル軍の人数が1万5千人以下になった。臨時委員会の勧告に基づき、人権侵害と汚職の疑いのある軍人が1993年までに軍を追放された。
内戦を戦った元ゲリラと兵士3万5千人以上が平和協定に基づく土地移転計画で土地を受け取った。この計画は1997年1月に終了した。土地を得た人の多くが農業金融で資金を調達することもできた。

## 内戦終結以降
ファラブンド・マルティ民族解放戦線は政党として1994年エルサルバドル大統領選挙でルベン・サモラを推したが、民族主義共和同盟のアルマンド・カルデロン・ソルが当選した。カルデロンは任期中に大型国有企業の民営化など新自由主義の政策を実施した。1997年エルサルバドル議会選挙と地方選挙では民族解放戦線の候補がサンサルバドル市長に当選するなどして党勢が回復したが、大統領候補の選出時に分裂の様相を呈したことで不利になり、1999年エルサルバドル大統領選挙では民族主義共和同盟のフランシスコ・フローレス・ペレス候補が大差で当選した。
2004年3月21日に行われた2004年エルサルバドル大統領選挙では民族主義共和同盟の候補が三たび当選、アントニオ・サカが大統領に就任した。また同選挙ではアナ・ビルマ・デ・エスコバルが副大統領に当選し、エルサルバドル初の女性副大統領になった。さらに国家連合党、キリスト教民主党、民主変革が得票率3%を獲得できず政党要件を失った。
平和協定の後、立法議会が恩赦を議決したため、戦前、戦中、戦後に行われた戦争犯罪が裁かれることはなかった。また、エルサルバドルのアメリカ不法滞在者が追放され、帰国して犯罪に手を染めるようになったため、エルサルバドルでは「マラス」（Maras）が問題になり、ラ・マノ・ドゥラやマノ・スペルドゥラ（Mano Superdura）といった対策の試みはことごとく失敗した。
エルサルバドルの外貨獲得元は外国に滞在するエルサルバドル人からの送金が主であり、20億ドル以上と概算されている。外国滞在のエルサルバドル人は200万人以上であり、アメリカ、カナダ、メキシコ、グアテマラ、コスタリカ、オーストラリア、スウェーデンが主な滞在国である。
2009年エルサルバドル大統領選挙では民族解放戦線の候補で元ジャーナリストのマウリシオ・フネスが当選、エルサルバドル初の左翼政党出身の大統領になった。彼は副大統領に当選したサルバドール・サンチェス・セレンとともに2009年6月1日に就任した。